# Stockholm (album de Jean-Louis Aubert)
Pour les articles homonymes, voir Stockholm (homonymie).
Albums de Jean-Louis Aubert
Une page de tournée
(1994) Concert privé
(1998)
Singles
1. Océan
Sortie : 1997
2. Le jour se lève encore
Sortie : 1997
3. La p'tite semaine / Je crois en tout, Je n'croix en rien
Sortie : 1998

Stockholm est le quatrième album studio de Jean-Louis Aubert paru fin avril 1997. C'est l'album le plus expérimental de sa discographie.

## Historique

### Projet de collaboration avec Olive non abouti
Après la tournée de l'album H comme en témoigne l'album Une page de tournée (paru en 1994), Jean-Louis Aubert accompagné du batteur Richard Kolinka montent sur la scène du Bataclan en mai 1994 lors d'un concert du guitariste Louis Bertignac - où se trouve également la bassiste Corine Marienneau - pour une reformation éphémère du groupe Téléphone en interprétant quelques chansons. Puis, les membres du groupe tentent de se reformer pour partir en tournée pour les vingt ans de Téléphone. Mais la publication de l'intégrale 20e anniversaire qui contient une nouvelle chanson inédite de Corine - à l'état d'ébauche - met fin à cette tentative et Jean-Louis et Louis se concentrent à nouveau à leur carrière solo.
Entre-temps en 1995, après la sortie de H, l'hôpital éphémère où Jean-Louis a enregistré l'album a dû quitter les lieux. Il loue une maison de trois étages à Boulogne-Billancourt qu'il avait précédemment repéré avec en bas un studio, au milieu un bureau et en haut une salle de détente pour les musiciens. En attendant la mise en place du studio baptisé La Loupe, Jean-Louis retrouve son ami Olive, qui n'a pas eu la même réussite musicale, dans une péniche qu'il a loué sous le pont de Saint-Cloud pour se lancer dans un projet d'album en commun. Malheureusement, après deux mois de travail, le projet est annulé faute d'entente musicale entre les deux amis et seule la chanson Nouvelles frontières, parue seulement dans les pistes bonus de l'album, est réalisée. Cette amitié est évoquée dans la chanson La p'tite semaine, enregistrée dans la foulée à La Loupe, dans laquelle Olive viendra répondre au texte de son ami par un solo de guitare acoustique. C'est durant cette collaboration avortée que Jean-Louis fait la connaissance du jeune musicien Doc Matéo, dont il apprécie très vite ses compétences techniques et sa virtuosité. Ce dernier se rend disponible pour travailler avec l'artiste à La Loupe une fois son travail sur le nouvel album de son groupe Lily Margot terminé.

### Collaboration avec Barbara et les sessions parisiennes

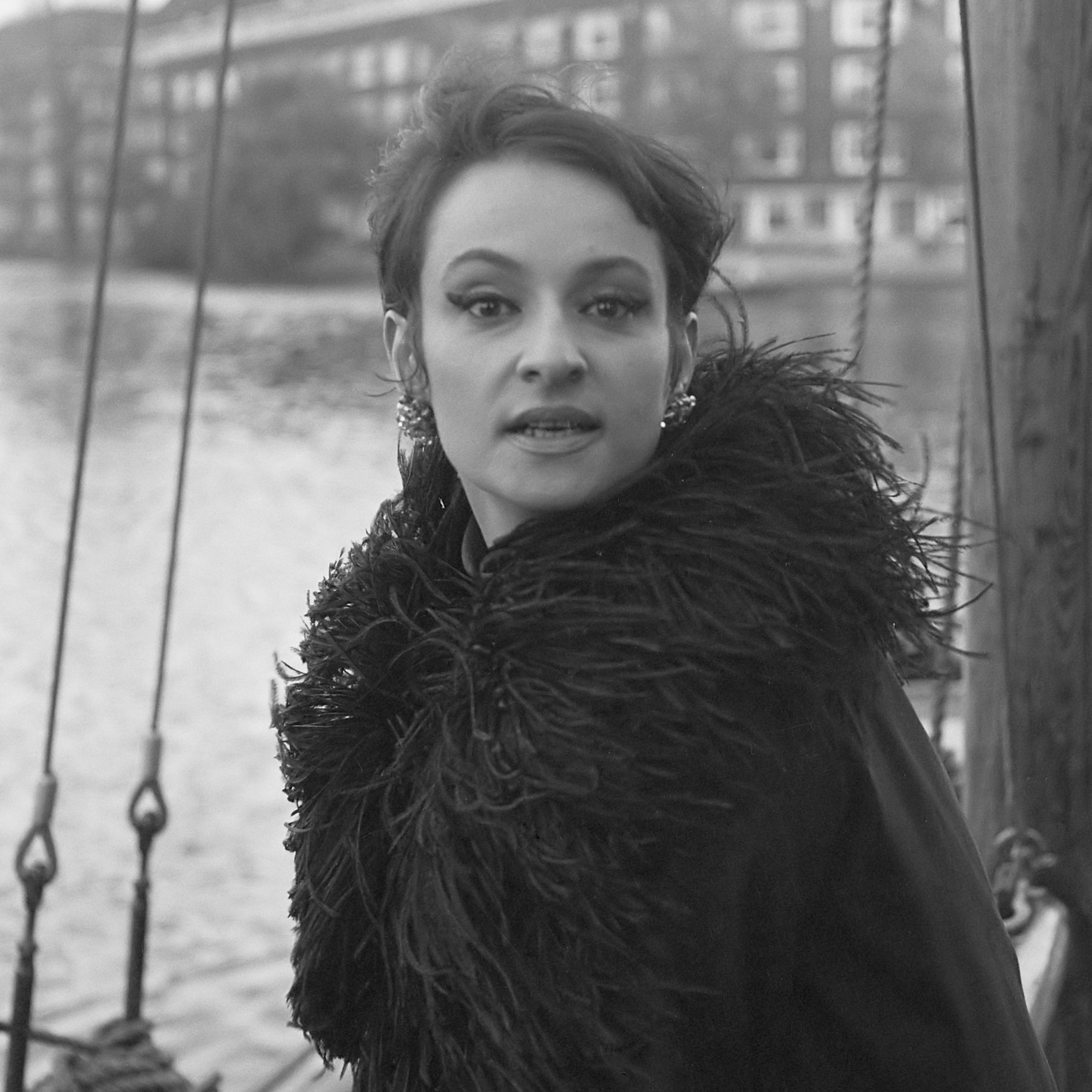
Jean-Louis Aubert a collaboré avec Barbara (ici en 1965)

Toujours en 1995, Jean-Louis commence une collaboration avec la chanteuse Barbara pour travailler sur des chansons pour son dernier album Barbara qui sort en 1996. « Je ne crois pas que Barbara soit très différente de moi, puisqu’elle travaille de la même manière. Par son attitude humaine, d’autodidacte bricoleuse et de grande tendre qui pense que c’est plus qu’un métier. Nous sommes identiques de ce point de vue, nous avons conscience que nous ne pouvons pas trahir la confiance que nous donnent les gens en nous offrant le temps de rêver, de guetter, de se demander ce qu’on doit faire de notre vie. » Le chanteur lui écrit la chanson Vivant poème que Barbara compose au piano. En retour Barbara lui propose de travailler les musiques de certaines chansons de son dernier album. Jean-Louis travaille à La Loupe sur les maquettes des chansons Vivant poème et Le couloir. Une fois les maquettes prêtes, Jean-Louis les transmet à la chanteuse, et décide de garder sa version de Vivant poème pour son album.
Entre-temps, durant la réalisation des maquettes, il reçoit par fax la chanson Le jour se lève encore que Barbara lui a demandé de reprendre. Attiré par les paroles qui l'inspire, Jean-Louis écrit une nouvelle musique à la guitare. Mais il ignore que celle-ci l'avait déjà mise en musique auparavant en 1993 pour son récital au théâtre de Châtelet (parue sur l'album live Châtelet 93 en 1994) et découvre sa méprise lorsqu'il lui fait écouter sa version. Cependant, elle apprécie quand même sa version.
Après la collaboration avec Barbara (qui décèdera quelques mois après la sortie de Stockholm), Jean-Louis et Doc Matéo continuent de travailler ensemble sur l'album à La Loupe. C'est durant cette période qu'ils enregistrent ensemble les chansons Abandonne-toi, Le milieu et Fais ton voyage, avant le départ de Doc Matéo : « Il est venu m’aider pendant 2/3 mois à prolonger mes idées parce que j’avais du mal à aller au delà de la première minute et, techniquement, il était difficile de travailler avec cet aspect "jeté". On a réalisé ensemble 14 ou 16 titres, largement de quoi faire un album ». Jean-Louis fait également appel à ses fidèles collaborateurs Richard Kolinka à la batterie et Oli Le Baron à la guitare pour l'enregistrement de la chanson Le jour se lèvera. La session qui se déroule pendant deux jours marque le retour de la complicité entre les trois musiciens qu'ils n'avaient plus joué ensemble depuis Temps à nouveau sur H trois ans auparavant. Jean-Louis réussit à engager le célèbre batteur nigérian Tony Allen pour faire un duo de batterie avec Richard sur Abandonne-toi : « C’est un monstre sacré, j’ai vu les musiciens de James Brown lui serrer la main en tremblant comme des feuilles mortes tant ce bonhomme est important pour tout un pan de la musique africaine. C’est le Charlie Watts de l’afro-beat et même du funk ! »,.

### Les sessions suédoises
En 1996, Jean-Louis se met à la recherche d'autres personnes avec qui travailler, et son choix se porte sur le producteur suédois Gordon Cyrus qui attire l'attention de l'artiste après avoir écouté un disque qu'il avait produit : « La musique ne me plaisait pas tellement, mais j’adorais le dépouillement et l’aspect radical. Je trouvais que ce que je faisais était trop chargé, qu’on pinaillait trop sur des petites choses. Ce mec avait bossé avec Tricky et avait créé ensuite son propre label, Breakin’ Bread : "Partageons le pain", un nom qui d’emblée me plaisait. ». Jean-Louis invite le producteur de passage à Paris dans son studio pour lui faire écouter son travail. Gordon invite Jean-Louis à venir passer quelques jours dans son studio Finnboda à Stockholm.
Arrivé à Stockholm, Jean-Louis découvre le lieu du studio, une usine désaffectée fréquenté par des Noirs suédois amateur de hip-hop. Son séjour se passe à merveille pour Jean-Louis : « On se baladait souvent dans les parcs, vers midi, jusqu’à trois/quatre heures de l’après-midi. On prenait vraiment notre temps, souvent avec une bouteille de champagne, tout en faisant énormément de philo de comptoir, puis on allait au studio. [...] C’est un pur génie, il est bon dans tous les domaines, que ce soit en architecture, en peinture, en photo, en computer ou en musique. Il a une culture incroyable, pareil pour le rap ; et c’est un misanthrope : il déteste le monde mais il est adorable avec les gens qui sont autour de lui et les gens qu’il rencontre dans le quotidien. Il se sert de machines comme un punk et des ordinateurs non pas pour corriger mais comme magnétophone et un truc qui nous permettait d’avoir des bases rythmiques stables. Il a quelque chose de magique en lui : quand il voit quelqu’un qui a quelque chose à dire dans la rue, il le ramasse, lui apprend à se servir des machines et en deux jours le type est capable de faire son disque lui-même, ce qui est assez magnifique. J’espérais faire quelques trucs live avec lui, mais David Byrne est en train de l’embaucher pour un an de tournée »,.
Plusieurs chansons sont travaillées au cours du séjour : Océan, Juste pour aujourd’hui, Je crois en tout, Je n’croix en rien, Tombe de haut et le riff de guitare qui servira à la chanson Stockholm. Durant une journée, Gordon, malade, a dû être remplacé par le producteur Ski pour l'enregistrement d'Océan : « Un jour, Gordon était malade et il y avait ce type en bas qui posait toujours avec des revolvers sur les pochettes et dont je trouvais le regard très doux. Il est très connu à Londres comme remixeur rap. Je suis arrivé avec ma guitare sèche, il n’avait jamais vu un mec jouer de la guitare sèche et on a fait Océan ». Les autres musiciens présents sont le violoniste Gunnar Norden sur Océan et Juste pour aujourd'hui et l'organiste Mats Asplen sur Je crois en tout, Je n’croix en rien qui n'est resté qu'une heure en studio. Gordon confie le mixage d'Océan, Juste pour aujourd'hui et Tombe de haut à son ami Ronny Lahti (connu pour avoir mixé le tube 7 Seconds de Youssou N'Dour et Neneh Cherry).
Puis Jean-Louis revient à Paris où il reprend son travail de l'album. Jean-Louis ajoute les guitares sur Je crois en tout, Je n’croix en rien et crée les chansons Stockholm à partir du riff enregistré à Stockholm et La suite qui sera terminée à Stockholm. Après cela, Jean-Louis retourne chez Gordon au studio Finnboda pour finaliser l'album avec l'instrumental Baltic et les ajouts sur les chansons Stockholm et La suite. Une fois les autres chansons enregistrées, Gordon se charge du mixage de Stockholm et Baltic. De son côté, Jean-Louis confie le mixage des chansons La p'tite semaine et fais ton voyage à Phil Délire aux studios ICP en Belgique, puis à Ian Caple (ingénieur du son de Tricky) à Londres pour 16 titres dont il ne garde à l'arrivée que la chanson Le jour se lève encore. Le reste des chansons, Vivant Poème, Abandonne-toi, Je crois en tout, Je n'croix en rien, Le milieu et La suite, sont mixées par Jean-Louis et son ingénieur du son de La Loupe Stéphane Clerc sous le nom de "2 Générations",.

## Description des chansons
1. Intro, qui n'est pas une chanson à proprement parler mais un simple riff de guitare saturé, est symbolisé sur l'album par deux flèches qui vont dans les deux directions opposés. Sur la première version CD, il est possible de faire une lecture arrière pour découvrir une chanson cachée (prégap) de 4:18 avant le début de l'album. Ce titre sans titre en question est un ragga qui est une autre version du Milieu qui n'a pas été retenue sur lequel Jean-Louis chante les crédits et les remerciements de l'album[3]. Cette piste sans titre était sous-entendue à l'intérieur du livret avec le logo de l'album : trois flèches gauche à côté du logo et MERCI(S) indiquait pour les inconditionnels des easter eggs le titre bonus qui était les remerciements sur fond d'un reggae dub très certainement composé par Aubert. Il est à noter que ce titre n'est lisible que sur d'anciens supports de lecture tel que la Playstation SCPH-9002 ou d'anciennes platines CD et n'est pas accessible par lecture arrière sur des ordinateurs récent.
2. Stockholm est une des chansons travaillées entre Stockholm et Paris. Le début du travail de la chanson a lieu à Stockholm avec l'enregistrement du riff de guitare. « Pour Stockholm, je voulais faire un solo de guitare, ce dont mes amis suédois ont horreur. Gordon me dit "tu devrais jouer dans les graves !". Par défi, je désaccorde ma corde de Mi : il en résulte un son très intéressant qui m'inspire un riff. On enregistre dans Pro Tools, et l'on mixe ce petit bout sur DAT. »[6]. Rentré à Paris dans son studio La Loupe, Jean-Louis utilise son riff de guitare enregistré en Suède pour construire sa chanson où il écrit également les paroles avant de retourner en Suède pour finir la chanson : « En arrivant [à Paris], je retombe dessus, je le passe au sampler, je trouve un rythme qui va avec, j'ajoute un ou deux claviers, des paroles, et je retourne en Suède avec cette maquette de chanson construite à partir de l'échantillon. Nous l'avons repris, Gordon a rejoué la basse, refait la rythmique avec des boucles, et rempli le Pro Tools. »[6]. Le mixage a lieu à Paris. « C'est vraiment le symbole de cet aller-retour : prendre un son là-bas, un riff de guitare qui a été fait dans le feu de l'action, revenir [à Paris], retourner à Stockholm pour le finir avant de le mixer [à Paris]. C'est un morceau où l'on ressent la hache viking au-dessus de sa tête, un morceau sauvage qui explique pas mal ma remise en question et mon état d'esprit pendant le déroulement de cet enregistrement... »[3],[7]
3. Océan est une chanson sur la difficulté de communiquer dans un environnement surchargé. Écrite à Paris, la chanson est enregistrée en Suède avec le producteur Ski qui remplace Gordon, malade, ce jour-là : « C'était donc le jour où Gordon était malade et où je suis descendu voir ce type, Ski, qui n'avait jamais vu quelqu'un jouer de la guitare!... Cela parle de la difficulté de communiquer, qui vient de la difficulté de s'ouvrir, mais aussi du fait qu'il y a tellement de "produits" qui essayent de nous séduire et d'informations qu'il est bien difficile de faire un tri. c'est comme Socrate qui arrive dans un marché et qui s'exclame : "Que de choses dont je n'ai pas besoin!"... »[3],[7]
4. Le jour se lève encore est une chanson de Barbara sur laquelle Jean-Louis a écrit une nouvelle musique, ignorant que celle-ci l'avait déjà présenté au public en 1993 ! Dans une interview pour le Parisien, Jean-Louis raconte : « Quand j'ai croisé pour la première fois les paroles du "jour se lève encore", chez Barbara, elle m'a dit :"il y a quelque chose pour toi dans cette chanson". Un soir, j'ai pris ma guitare, j'ai fait une musique sur ce texte et je suis retourné la voir. [...] »[8] En effet, Barbara lui a envoyé par fax la chanson qu'elle lui demande de reprendre. Inspiré, Jean-Louis compose une nouvelle musique à la guitare qu'il présente à la chanteuse et découvre sa méprise, bien qu'elle l'apprécie[9] : « Finalement, elle était heureuse parce que cela signifiait que d'autres oreilles allaient entendre la chanson. Il nous a fallu ensuite deux bons mois pour que la Sacem accepte d'avoir ce titre déposé sous deux musiques différentes, c'est un cas unique : on les a vraiment eus à l'usure ! »[7]. La chanson est enregistrée à La Loupe avec ses fidèles collaborateurs Richard Kolinka à la batterie et Oli Le Baron à la guitare. Jean-Louis raconte sa collaboration avec son guitariste qu'il apprécie : « Il est d’une générosité musicale qui fait que quand il joue il sert vraiment ma voix. [...] Pour Le jour se lève encore, il arrive dans le studio, on discute cinq minutes, je lui parle de ce morceau sur un texte de Barbara sur le quel je travaille, il me demande si je n’ai pas une guitare qui traîne, on la branche, il joue et c’est exactement la version que l’on entend sur l’album. Il n’y a pas plus belle manière de se dire bonjour et notre rencontre précédente, c’était pour Temps à nouveau et ça s’est passé de la même manière. Là, il est resté deux jours, on a fait deux morceaux et il est reparti. »[1] Depuis, c'est devenu un classique de son répertoire sur scène.
5. La P'tite Semaine est issue de la collaboration avortée entre Jean-Louis et son ami Olive : « J'essayais de faire ce disque avec Olive. Cette idée est née sur la péniche. C'est quelque chose que j'avais envie de lui dire, parce qu'il me semblait que rien ne se construisait dans sa vie. Au moment où j'étais en train d'enregistrer cette chanson au piano, le voilà qui déboule à l'improviste. Il ramasse la guitare sèche et m'accompagne sans plus de concertation : et c'est ce qui est sur le disque. Ce qu'il y a d'intéressant, c'est que c'est vraiment à lui que je chantais ces mots, même si cela s'appliquait aussi dans une moindre mesure. La vie à la p'tite semaine, c'est la p'tite vie ou l'on essaye de boucher les trous du bateau qui coule et où du coup on n'arrive pas à voir un peu plus loin. Les sirènes dont je parle, ce sont les tentations superficielles qui nous font courir après de faux Graal. Chaque jour est une illusion et une désillusion. »[3],[7] Il existe une version live parue sur l'album live Concert privé l'année suivante.
6. Juste Pour Aujourd'hui est une chanson sur la désintoxication : « J'avais de très bon amis qui avaient réussi à décrocher de produits illicites, grâce à Narcotiques Anonymes, qui fonctionne un peu comme les Alcooliques Anonymes, avec des réunions où chacun fait partager son expérience. Leur mot d'ordre est "juste pour aujourd'hui", c'est-à-dire tenter de tenir sa parole jusqu'au soir et recommencer le lendemain, ce qui permet de faire de grandes choses en commençant par un petit pas. Cela peut faire vraiment du bien à ceux qui acceptent cet aspect associatif et j'ai donc repris cette idée. C'est une exhortation à ne pas trop avoir peur. »[3],[7]
7. Vivant Poème est une chanson enregistrée en 1995 issue de la collaboration de l'artiste avec Barbara, le premier l'a écrite et la seconde la composée. « Un jour, j'ai frappé à la porte de Barbara. On a plaisanté dix minutes, dit des conneries sur la télévision qui était allumée, j'avais ce bout de papier plié dans ma poche, elle une musique qui lui trottait dans la tête depuis quelques jours... Elle s'est installée au piano, on a chanté tous les deux et c'était exactement la chanson telle qu'elle existe aujourd'hui, à un ou deux mots près. »[3],[7] L'enregistrement de la chanson est réutilisée par Barbara qui la chante à la place de Jean-Louis pour son dernier album Barbara sorti un an plus tôt. Il existe une version pirate avec les chants des deux artistes[10], et une version live parue sur Concert privé en 1998.
8. Abandonne-toi est un titre marquant un duo de batteur entre Richard Kolinka et le légendaire Tony Allen. « C'est un titre sur lequel j'ai mélangé Richard et Tony Allen. On a parlé beaucoup du temps présent, de l'ego et de la pensée, cela parle de tout ceci. C'est une manière d'essayer de voir le monde objectif en s'abandonnant au présent, ce qui est très utile en musique. Si on suit la règle qu'elle indique pour bien jouer, ça fonctionne généralement aussi bien pour vivre. S'abandonner, cela ne veut pas dire être inactif, c'est comme se balader en montagne : après les trois premières heures qui sont difficiles, ne rien faire c'est marcher ! En musique, te laisser porter par ce que tu entends, c'est ne rien faire et en même temps, c'est le meilleur moyen d'être un bon musicien.. »[3],[7]
9. Je crois en tout, Je n'croix en rien est une chanson travaillée d'abord en Suède avant d'être finalisée à Paris avec l'ajout des guitares. « Au début, c'était un peu ma chanson-phare, j'en étais très proche avant que les autres n'arrivent, parce que c'est mon état d'esprit actuel. Je crois en tout et en rien en tant qu'émanation de l'homme et derrière tout ceci, il y a sans doute une réalité. Croire ne m'intéresse pas vraiment ; ce qui m'intéresserait, ce serait de connaître, ce qui peut aussi vouloir dire renaître avec... »[3],[7]
10. Le milieu : « Ce sont mes 40 ans, la mafia, le sexe, comment j'arrive à mettre une histoire sur les gens en les regardant passer... Il y a aussi le fait que l'on est peut-être tous un peu nivelé par le milieu et que c'est dommage. si on pouvait être aspirés par le haut, cela ne serait pas plus mal... »[3],[7]
11. La suite : « C'est une chanson réalisée pratiquement en écriture automatique ici, devant cette table, sur cette même chaise. Des gamins jouaient sur le toit du parking, il y en a un qui est tombé et qui s'est cassé le bras. J'ai entendu les cris des gosses, ça m'a réveillé. J'avais la gueule de bois, il faisait chaud, l'air était âcre et j'ai eu une espèce de moment arrêté, comme si le temps était suspendu, pendant lequel j'ai écrit cette chanson. Comme l'ai qui s'immobilise dans Jacques Brel, lourd et un peu new-yorkais. il me venait à l'esprit : "Je ne suis pas triste, et je n'ai pas envie de fuir, mais vas-y, envoie la suite quoi!"... Il y a eu des illusions, et puis des désillusions (rires)... »[3],[7]
12. Tombe de haut : « Avec Gordon, on s'était dit : "Pourquoi ne pas partir de rien ?". J'avais ces phrases qui me restaient en mémoire, malgré que j'avais perdu mon sac, des thèmes répétitifs comme : "Mon pote, si tu tombes de haut, tombe-moi dans les bras." C'est un thème que l'on trouve aussi dans "La Suite". En général, si tu tombes de haut, c'est que tu tombes aussi de toi, de ta hauteur. C'est-à-dire de ses propres illusions et le principal responsable, c'est soi-même... »[3],[7]
13. Fais ton voyage est une chanson datant de l'album H avec de légères modifications : « C'est une chanson qui était déjà faite à l'époque de H. Peut-être pas avec tout le texte. ceci dit, je l'ai gardée à peu près comme elle était, en tentant de l'élaguer au maximum. Elle aurait pu s'intégrer dans H, mais puisque Stockholm est également un album de voyage, c'est aussi bien. En plus, c'était marrant de revenir à quelque chose d'assez country à la Neil Young, après tout ce truc qui s'était passé autour de Stockholm. »[3],[7]
14. Baltic est le premier titre instrumental (à l'exception de l'intro de l'album) de Jean-Louis : « On a fait ça pour s'amuser et je l'ai gardé parce que cela faisait vraiment longtemps que je voulais mettre un instrumental dans un de mes albums... Ce que j'aime bien dans les instrumentaux, c'est qu'on peut juste les entendre sans les écouter, c'est plus aérien. Et puis, je me disais qu'en le plaçant en fin d'album, les gens allaient pouvoir peut-être réfléchir à ce qu'ils avaient entendu, digérer et atterrir doucement... »[3],[7]

## Parution et réception
À sa sortie en 1997, l'album connait un succès mitigé. Commercialement, l'album est numéro deux des classements en France pendant deux semaines et est certifié disque d'or en France pour plus de 100 000 ventes. Un score honorable, mais inférieurs aux précédents albums de l'artiste.
Mais l'accueil des auditeurs est mitigée. C'est un album certes inégal, véritable mosaïque de styles, mais qui pris dans son ensemble, parvient à dégager une âme et à se créer une identité.
Avec le recul, Jean-Louis trouve son album "âpre", expliquant que certaines productions masquent et détournent des chansons. Il explique dans une interview lors de la sortie de son album Comme un accord en 2001 qu'il trouvait l'album difficile d'accès avant d'aller le mixer à l'époque.

## Fiche technique
Source :

### Pistes
| Stockholm | Stockholm                            | Stockholm                                          | Stockholm | Stockholm | Stockholm | Stockholm | Stockholm | Stockholm | Stockholm |
| No        | Titre                                | Auteur                                             | Durée     |           |           |           |           |           |           |
| --------- | ------------------------------------ | -------------------------------------------------- | --------- | --------- | --------- | --------- | --------- | --------- | --------- |
| 1.        | Intro                                | /                                                  | 0:13      |           |           |           |           |           |           |
| 2.        | Stockholm                            | Jean-Louis Aubert                                  | 3:29      |           |           |           |           |           |           |
| 3.        | Océan                                | Jean-Louis Aubert                                  | 4:23      |           |           |           |           |           |           |
| 4.        | Le jour se lève encore               | Barbara / Jean-Louis Aubert                        | 3:38      |           |           |           |           |           |           |
| 5.        | La p'tite semaine                    | Jean-Louis Aubert                                  | 4:13      |           |           |           |           |           |           |
| 6.        | Juste pour aujourd'hui               | Jean-Louis Aubert                                  | 5:38      |           |           |           |           |           |           |
| 7.        | Vivant poème                         | Jean-Louis Aubert / Barbara                        | 3:35      |           |           |           |           |           |           |
| 8.        | Abandonne-toi                        | Jean-Louis Aubert                                  | 3:38      |           |           |           |           |           |           |
| 9.        | Je crois en tout, je n'croix en rien | Jean-Louis Aubert                                  | 4:34      |           |           |           |           |           |           |
| 10.       | Le milieu                            | Jean-Louis Aubert                                  | 4:40      |           |           |           |           |           |           |
| 11.       | La suite                             | Jean-Louis Aubert                                  | 4:02      |           |           |           |           |           |           |
| 12.       | Tombe de haut                        | Jean-Louis Aubert / Jean-Louis Aubert-Gordon Cyrus | 4:45      |           |           |           |           |           |           |
| 13.       | Fais ton voyage                      | Jean-Louis Aubert                                  | 4:40      |           |           |           |           |           |           |
| 14.       | Baltic                               | Instrumental                                       | 4:54      |           |           |           |           |           |           |
| 56:24     |                                      |                                                    |           |           |           |           |           |           |           |

### Liste des titres bonus
La première version, sortie en pochette cartonnée, contenait un CD promotionnel de 4 titres en bonus dont les crédits étaient repris dans le livret sous les numéros 1bis, 2bis, 3bis, 4bis.
| 1. | Nouvelles frontières     | Olivier Caudron, Jean-Louis Aubert | Olivier Caudron                                             | 5:26 |
| 2. | J'ai envie de te garder* | Jean-Louis Aubert                  | Doc Matéo (Drums), Stéphane Clerc (Rythme, sons)            | 5:17 |
| 3. | Saumon**                 | Jean-Louis Aubert                  | Doc Matéo (Rythme, sons)                                    | 3:53 |
| 4. | À l'ombre du doute***    | Jean-Louis Aubert                  | Richard Kolinka (Drums), Le Baron (Piano, basse acoustique) | 4:34 |

*Enregistré par Doc Matéo & JL, mixé par les 2 générations à La Loupe.
**Enregistré par Doc Matéo à La Loupe, mixé par les 2 générations à La Loupe.
***Enregistré par Doc Matéo & Fred Rall, mixé par Phil Delire à ICP.

### Crédits

#### Musiciens
- Jean-Louis Aubert : chant, guitare, basse (pistes : 3 à 5, 8, 10 et 13), claviers (pistes : 2, 5, 7, 8, 13), percussion (pistes : 3, 11), batterie (pistes : 5, 10), harmonica (pistes : 5, 12), armoire métallique sur Stockholm, piano sur La p'tite semaine, programmation sur Vivant poème, banjo et chœurs sur Abandonne-toi
- Gordon Cyrus : programmation (2, 6, 9, 11, 12, 14), basse (pistes : 2, 6, 9, 11, 12), cri (piste : 2), piano électrique Rhodes (piste : 3), chœurs (piste : 12), claviers (piste : 14)
- Doc Matéo : programmation (pistes : 7, 10), basse (pistes : 8, 10), guitare acoustique et claviers sur Vivant poème, batterie sur Fais ton voyage

- Gunnar Norden : cordes sur Océan et Juste pour aujourd'hui
- Ski : programmation et bruits sur Océan
- Richard Kolinka : batterie sur Le jour se lève encore et Abandonne-toi, chœurs sur Tombe de haut
- Oli Le Baron : guitare solo sur Le jour se lève encore

- Olive : guitare acoustique solo sur La p'tite semaine
- Laurent Vernerey : contrebasse sur Vivant poème
- Tony Allen : batterie sur Abandonne-toi
- Mats Asplen : orgue hammond sur Je crois en tout, je n'croix en rien

#### Équipe technique
- Réalisé et produit par Jean-Louis Aubert
- Co-produit par Gordon Cyrus (pistes : 2, 6, 9, 11, 12, 14) et Ski (pistes : 3)
- Enregistré à La Loupe (Boulogne-Billancourt) par Doc Matéo (pistes : 4, 5, 7, 8, 10 et 13), Jean-Louis Aubert (pistes : 8 à 11) et Stéphane Clerc (pistes : 9, 11)
- Enregistré à Finnboda (Stockholm) par Gordon Cyrus (pistes : 2, 3, 6, 9, 11, 12, 14) et Ski (piste : 3)
- Mixages : Gordon Cyrus (Finnboda; pistes : 2 et 14), Ronny Lahti (Soundtrade Studios, Stockholm; pistes : 3, 6, 12), Ian Caple (Pierce Rooms, Londres; pistes : 4), Phil Délire (ICP Recording Studios, Bruxelles; pistes : 5 et 13), 2 Générations (Jean-Louis Aubert et Stéphane Clerc) (Studio Marcadet; piste : 7; La Loupe; pistes : 8 à 11)
- Mastering : Howie Weinberg (Masterdisk) et Raphaël Jonin (Dyam, crédité au montage de l'album)
- Production exécutive : Lambert Boudier
- Photographie : Seb Janiak
- Publié par La Loupe, Delabel Editions et Breakin Bread Publishing et distribué par Virgin France S.A.

## Divers

### Classement
| Pays   | Meilleure position |
| ------ | ------------------ |
| France | 2                  |